# Prendre l'air (chanson)
Singles de Shy'm
Je suis moi
(2010) Tourne
(2011)
Pistes de Prendre l'air
Je sais Je suis moi
Prendre l'air est le troisième single de la chanteuse française Shy'm, tiré de son 3e album du même nom : Prendre l'air.  
Prendre l’air a été chantée par Shy’m lors des tournées Shimi Tour de 2011 à 2013, Paradoxale Tour en 2015 en duo avec la chanteuse Aria Crescendo, Concerts Exceptionnels en 2018 et l’Agapé Tour de 2019 à 2020.

## Clip vidéo
Le clip a été tourné à Madrid. Shy'm montre ses talents de danseuse en compagnie du danseur professionnel Krees De Almeida. La post-production a été effectuée à Montréal.

## Classement
| Année | Single        | Classement | Classement | Classement |
| Année | Single        | FR         | FR TL      | QUÉ        |
| ----- | ------------- | ---------- | ---------- | ---------- |
| 2010  | Prendre l'air | 21         | 19         | 22         |